# New Bethlehem, Pennsylvania
New Bethlehem là một thị trấn thuộc quận Clarion, tiểu bang Pennsylvania, Hoa Kỳ. Năm 2010, dân số của thị trấn này là 989 người.